# Comuna Boian, Noua Suliță
Boian (în ucraineană Бояни, transliterat: Boianî) este o comună în raionul Noua Suliță, regiunea Cernăuți, Ucraina, formată din satele Boian (reședința) și Hlinița.

## Demografie
Componența lingvistică a comunei Boian
     Română (92,61%)
     Ucraineană (5,99%)
     Alte limbi (1,85%)
Conform recensământului din 2001, majoritatea populației comunei Boian era vorbitoare de română (92,61%), existând în minoritate și vorbitori de ucraineană (5,99%).